# Ciudad de Literatura
Ciudad de Literatura es la denominación dada por un programa de la UNESCO que forma parte de su Red de Ciudades Creativas, el cual fue lanzado en 2004. La Red nació a partir de la iniciativa Alianza Global para la Diversidad Cultural de la misma UNESCO, creada en el 2002. Su objetivo es "promover el desarrollo social, económico y cultural de ciudades tanto del mundo desarrollado cómo del mundo en desarrollo." Las ciudades de la red promueven su propio entorno creativo local y responden al objetivo de la UNESCO de promover la diversidad cultural.
Un aspecto importante del concepto de "Ciudad creativa" es que las ciudades fomenten alianzas público-privadas, en especial promoviendo el potencial emprendedor y creativo de empresas pequeñas. La literatura es sólo una de varias categorías de Ciudades Creativas. Otras categorías incluyen la música, la cinematografía, las artes digitales, la gastronomía, la artesanía y las artes populares.

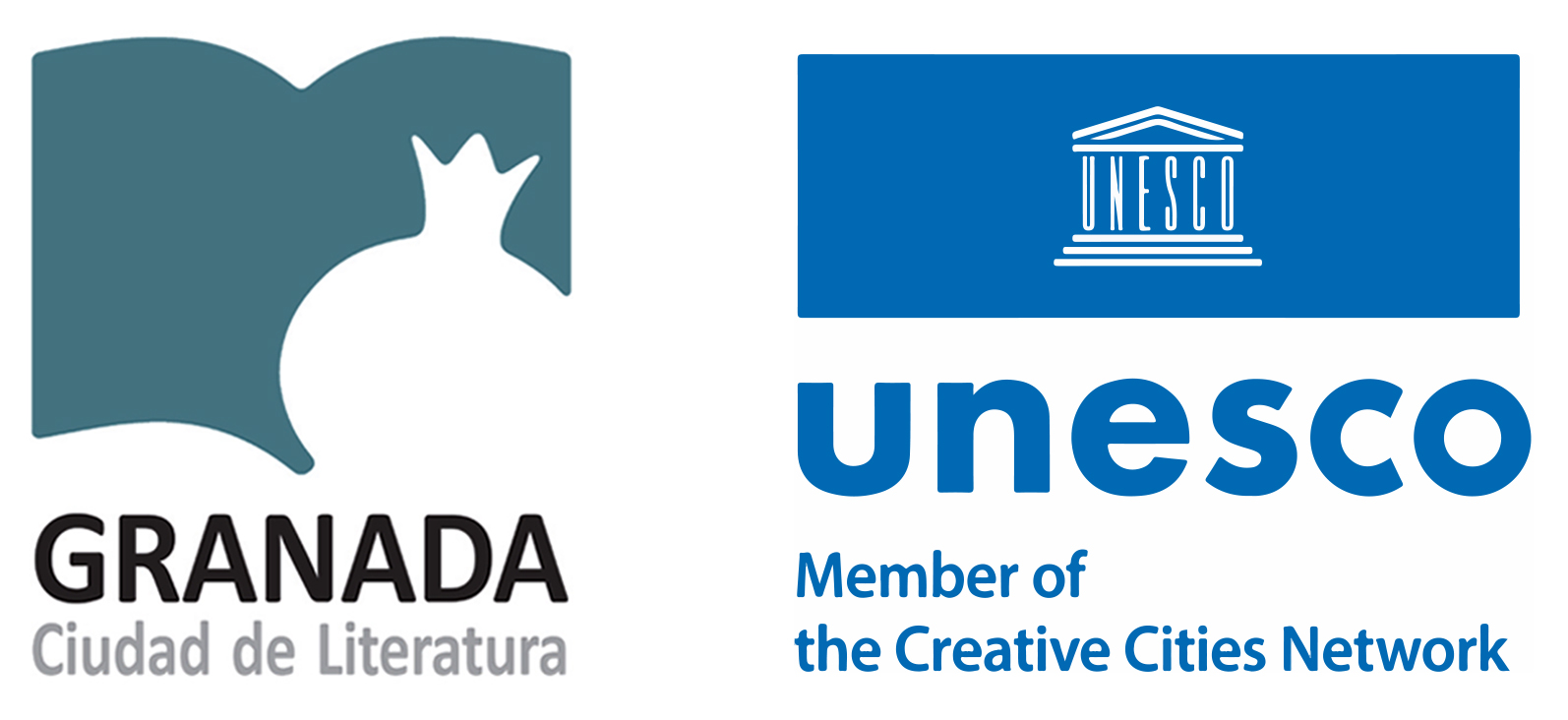
Logotipo oficial de Granada Ciudad Creativa de la Unesco en Literatura

La primera Ciudad de Literatura fue Edimburgo, el mismo año 2004. De hecho, fue la propia ciudad de Edimburgo la que promovió la iniciativa de la creación de la Red, incorporando, a propuesta del Reino Unido, el punto "Networks of Creative Cities within the Global Alliance for Cultural Diversity" en la agenda del 170º Consejo Ejecutivo de la UNESCO en octubre de aquel año. La primera Ciudad de Literatura del ámbito hispanohablante fue Granada, que hizo pública la designación el 1 de diciembre de 2014.

## Criterios para ser Ciudad de Literatura
Para ser aprobada como Ciudad de Literatura, una ciudad tiene que satisfacer una serie de criterios. En esencia, estos son:
- Calidad, cantidad y diversidad editorial en la ciudad.
- Calidad y cantidad de los programas educativos que se concentran en la literatura doméstica o foránea en los diferentes niveles educativos.
- Literatura, teatro y/o la poesía tienen que jugar un papel importante en la ciudad.
- Tienen que ser sedes de festivales y acontecimientos literarios que promueven literatura doméstica y foránea.
- Existencia de bibliotecas, librerías y centros culturales, públicos o privados, que conserven, promueven y diseminan literatura doméstica y foránea.
- Implicación por el sector editorial en la traducción de obras literarias de lenguas nacionales a varias extranjeras.
- Implicación activa de medios de comunicación, tradicionales y nuevos, en la promoción de la literatura y el fortalecimiento del mercado para productos literarios.

## Ciudades de Literatura
- Edimburgo, Escocia (2004)
- Iowa City, Iowa, Estados Unidos (2008)
- Melbourne, Victoria, Australia (2008)
- Dublín, Irlanda (2010)
- Reikiavik, Islandia (2011)
- Norwich, Inglaterra (2012)
- Cracovia, Polonia (2013)
- Dunedin, Nueva Zelanda (2014)
- Granada, España (2014)
- Heidelberg, Alemania (2014)
- Praga, República Checa (2014)
- Bagdad, Irak (2015)
- Barcelona, España (2015)
- Liubliana, Eslovenia (2015)
- Lviv, Ucraina (2015)
- Montevideo, Uruguay (2015)
- Nottingham, Reino Unido (2015)
- Óbidos, Portugal (2015)
- Tartu, Estonia (2015)
- Ulyanovsk, Rusia (2015)